# William L. Marcy

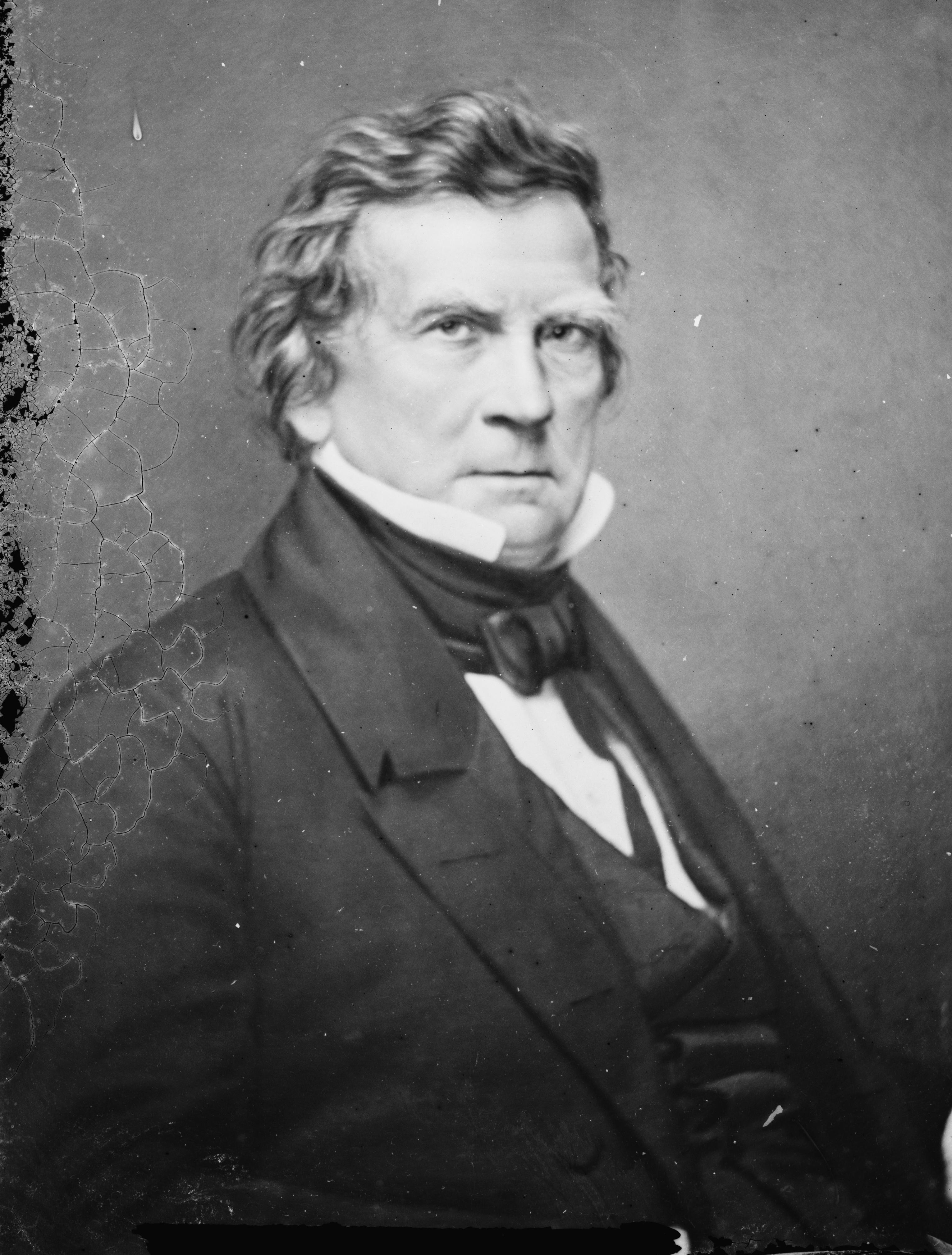
William L. Marcy

William Learned Marcy (* 12. Dezember 1786 in Sturbridge, Massachusetts; † 4. Juli 1857 in Ballston Spa, New York) war ein US-amerikanischer Jurist und Politiker. Er gehörte zunächst der Demokratisch-Republikanischen Partei und später der Demokratischen Partei an.
William Marcy ging in Newport, Rhode Island, zur Schule und studierte Jura an der Brown University in Providence. Nach seiner Zulassung als Rechtsanwalt im Jahr 1811 arbeitete er in Troy in diesem Beruf und diente im Krieg von 1812. Sein erstes öffentliches Amt hatte er als Protokollführer (Recorder) der Stadt Troy von 1816 bis 1818 inne; eine weitere Amtszeit folgte von 1821 bis 1823. Außerdem fungierte er dort als Haushaltsdirektor. Von 1823 bis 1829 war er New York State Comptroller; anschließend wurde er Richter am New York Supreme Court (bis 1831).

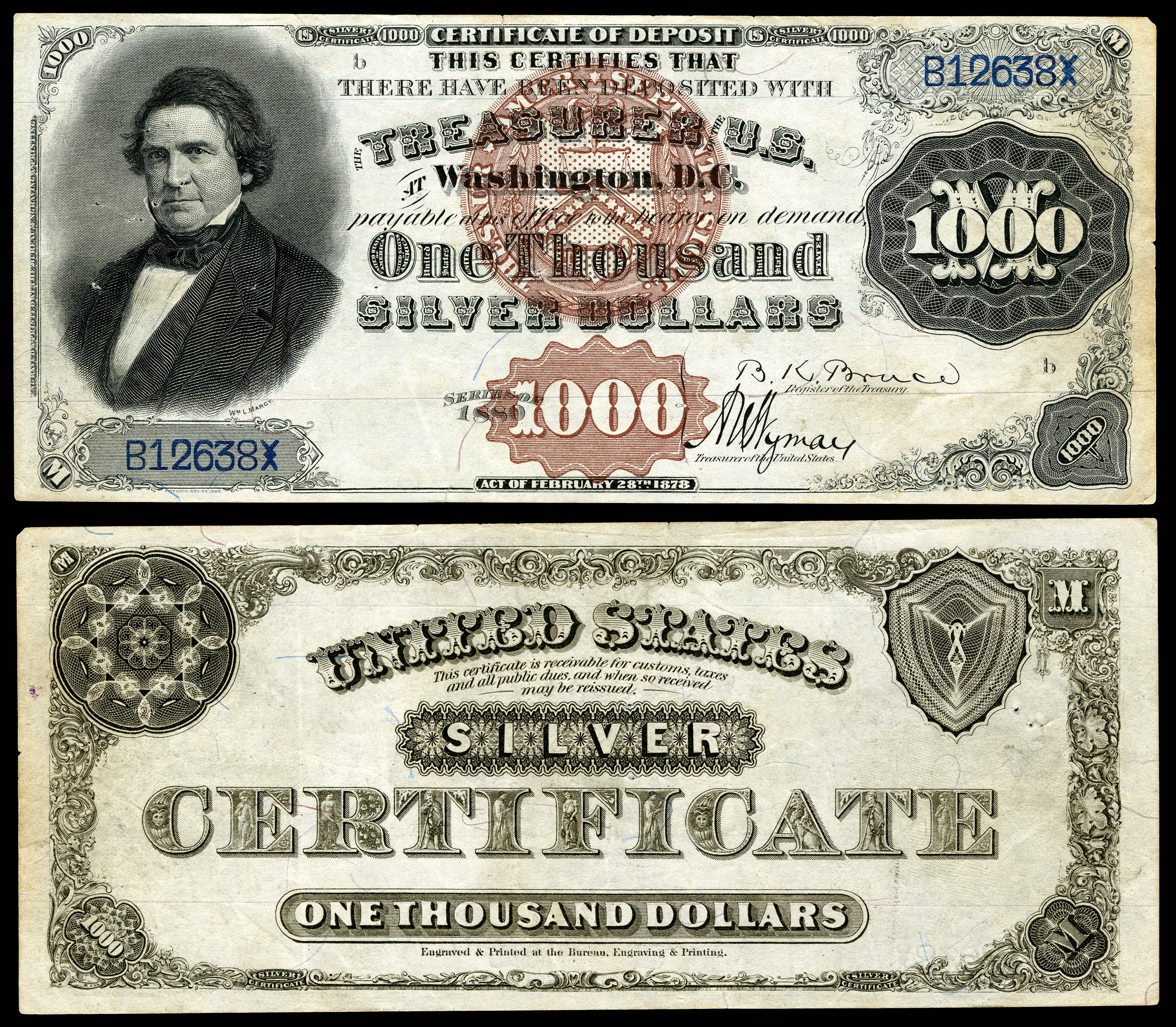
William L. Marcy abgebildet auf dem 1.000-Dollar-Silberzertifikat der 1880er-Serie

Ab dem 4. März 1831 saß Marcy im Senat der Vereinigten Staaten, wo er Mitglied des Justizausschusses war. Er trat am 1. Januar 1833 zurück, nachdem er zum Gouverneur von New York gewählt worden war. Diesen Posten hatte er bis 1839 inne. Danach wirkte er zunächst bis 1842 in der Mexican Claims Commission mit, ehe ihn Präsident James K. Polk im Jahr 1845 als Kriegsminister in sein Kabinett berief, was er bis zum Ende von dessen Amtszeit im März 1849 blieb. In der Folge praktizierte er wieder als Anwalt, bis er unter Präsident Franklin Pierce im März 1853 erneut in die Regierung eintrat – diesmal als Außenminister. Er starb am 4. Juli 1857, nur wenige Monate nach dem Ende seiner Amtszeit. Sein Nachfolger wurde Lewis Cass.